# 中標津警察署
中標津警察署（なかしべつけいさつしょ）は、北海道警察釧路方面本部が管轄する警察署の一つである。管轄面積3,027.4 km²は北海道内の約4 %に相当し、佐賀県より広い面積になっている。

## 沿革
- 1883年（明治16年）：標津村（現在の標津町）に根室警察署標津分署として設置。
- 1926年（大正15年）：標津警察署に昇格。
- 1948年（昭和23年）：警察法施行に伴い北海道庁警察部が廃止。国家地方警察標津地区警察署が発足。
- 1954年（昭和29年）：警察法の改正により北海道警察が発足。釧路方面標津警察署と改称される。
- 1960年（昭和35年）：火災により焼失。
- 1961年（昭和36年）：中標津町大通北4丁目に新築移転し、中標津警察署と改称。
- 2002年（平成14年）：現庁舎完成・移転。
- 2024年（令和6年）：羅臼駐在所が新築移転（10月24日移転[1]、10月29日開所式[2]）。

## 組織
- 署長（警視）
- 副署長（警視）
- 警務課（警務係、犯罪被害者支援係、相談係、管理係）
- 会計課（会計係）
- 地域課（地域係）
- 交通課（交通係）
- 刑事課（刑事係、鑑識係）
- 生活安全課（生活安全係）
- 警備課（警備係）

## 交番・駐在所
括弧内は所在地を表す。

### 中標津町
- 中央交番（標津郡中標津町東10条南1丁目4-4）
- 空港警備派出所（標津郡中標津町北中17-6 中標津空港内）
- 計根別駐在所（標津郡中標津町計根別本通西2丁目2）

### 標津町
- 標津駐在所（標津郡標津町北1条西1丁目1-20）
- 川北駐在所（標津郡標津町字川北2460-134）
- 薫別駐在所（標津郡標津町字薫別27-1）

### 別海町
- 別海駐在所（野付郡別海町別海西本町56）
- 中春別駐在所（野付郡別海町中春別東町90）
- 尾岱沼駐在所（野付郡別海町尾岱沼潮見町125）
- 西春別駅前駐在所（野付郡別海町西春別駅前寿町102）
- 西春別駐在所（野付郡別海町西春別幸町55-2）
- 上春別駐在所（野付郡別海町上春別南町24-1）

### 羅臼町
- 羅臼駐在所（目梨郡羅臼町緑町300-9）[2]
- 麻布駐在所（目梨郡羅臼町麻布町108-7）